# Patkai
Das Patkai-Gebirge (auch Purvanchal-Gebirge genannt) ist ein Gebirgszug an der Grenze zwischen Indien und Myanmar (Birma) und bildet einen der südöstlichen Ausläufer des Himalaya. 
Über den Kamm des Gebirges verläuft teilweise die Grenze zwischen Indien und Myanmar. Südlich des Patkai-Gebirges schließt sich das Arakan-Joma-Gebirge an.
Die Berge des Patkai erreichen teilweise Höhen über 3000 m. Zu den höchsten Gipfeln zählen Saramati (3826 m), Mol Len (3088 m) und Japvo (3014 m). Das Gebirge ist vorwiegend mit Kiefern und Teakholz bewaldet.